# Vectibulici
La lex vectibulici va ser una llei romana (probablement un senatusconsultum) que va concedir el dret de ciutadania romana als lliberts.
La data en què es va establir és incerta però degué ser a l'entorn de l'any 70 aC. L'hauria proposat un tribú de la plebs de nom Marc Vecti Bolà (d'on ve el nom de lex Vectia Bolania). La disposició es va estendre durant l'Imperi als col·legis i municipis de les províncies que podien donar lliurement la manumissió als seus esclaus. La llei és anomenada per alguns experts amb el nom de Vectii libici per haver estat originada en un esclau libi (i la seva família) de nom Vectius.